# يحيى بن زيد
الإمام يحيى بن زيد (107 هـ - 125 هـ) صاحب إحدى الثورات التي انطلقت ضد بني أمية، بعد مقتل أبيه وفشل ثورته في الكوفة. ذهب إلى خراسان وأخذ يدعو الناس للثورة على بني أمية، واستطاع أن يكوّن له جيشاً من الثائرين، ولكن ثورته لم تنجح وانتهت بمقتله وهزيمة جيشه، ودفن في جوزجان من أفغانستان. تنسب له مجموعة من المزارات في بعض المدن الإيرانية منها في جرجان، وسبزوار، وورامين. ومن خلال لقائه بالمتوكل يعلم إنه لم يكن مدعياً للإمامة، ولكن بعض الباحثين شكّك في هذا الأمر.

## نسبه
هو يحيى بن زيد بن علي بن الحسين بن علي بن أبي طالب وأمه ريطة بنت أبي هاشم عبد الله بن محمد بن الحنفية بن علي بن أبي طالب

## صفته
كتب يوسف بن عمر إلى عامله نصر بن سَيَّار على خراسان يطلبه، فذكر له حليته وقال: «هو: قطط الشَّعْر حَسَن اللحية حين استوت لحيته». وكان كأبيه في الشجاعة وقوة القلب ومبارزة الأبطال، وله مقامات مشهورة بخراسان أيام ظهوره بها في حروبه من قتل الشجعان الذين بارزوه، والنِّكَايَةِ في الأعداء الذين قاتلوه.

## ذكر بيعته
قد كان زيد بن علي أوصاه حين رُمِيَ بقتال الظالمين وأعداء الدين، فلما قُتل أبوه خرج من الكوفة متنكراً مستتراً مع نفر من أصحابه، فدخل (خراسان)، وانتهى إلى بلخ ونزل على الحـُرَيش بن عبد الرحمن الشيباني.
وكتب يوسف بن عمر يطلبه إلى نصر بن سيار، فكتب نصر إلى عامله عقيل بن معقل الليثي عامله على (بلخ) يطلبه، فذكر له أنَّه في دار الحُرَيش، فطالبه بتسليمه منه، فأنكر أن يكون عارفاً لمكانه، فضربه ستمائة سوط، فلم يعترف، فقال له: والله لا أرفع الضرب عنك حتى تسلمه أو تموت. فقال له الحُرَيش: «والله لو كان تحت قَدَمَيَّ هاتين ما رفعتهما عنه، فاصنع ما بدا لك» !! فلما خشي ابنه ـ قريش ـ على أبيه القتل، دَسَّ إليه بأنه يدل عليه إن أفْرَج عن أبيه، فدل عليه وأُخِذ وحُمِلَ إلى نصر بن سيار، فقيده وحبسه وكتب بخبره إلى يوسف بن عمر.
وكتب يوسف إلى الوليد بن يزيد بذلك، فكتب الوليد يأمره بالإفراج عنه وترك التعرض له ولأصحابه، فكتب يوسف إلى نصر بما أمره به، فدعاه نصر وحَلَّ قيده، وقال له: لا تثير الفتنة، فقال له يحيى: «وهل فتنة في أمة محمد أعظم من فتنتكم التي أنتم فيها من سفك الدماء، والشروع فيما لستم له بأهل». فسكت عنه نصر وخلى سبيله.
فخرج من عنده وجاء إلى (بيهق) وأظهر الدعوة هناك، وبايعه فيها سبعون رجلا، واجتمع إليه نفر، فكتب نصر بن سيار إلى عمرو بن زُرَارة بقتاله وكتب إلى قيس بن عباد عامل (سرخس)، وإلى الحسن بن زيد عامل (طوس) بالانضمام إليه، فاجتمعوا وبلغ القوم زهاء عشرة آلاف، وخرج يحيى بن زيد إليهم فقاتلهم وهزمهم وقَتَل عمرو بن زرارة واستباح عسكره، وأصاب منهم دواب كثيرة، وخرج حتى نزل أرض (جوزجان)، ونزل قرية من قراها يقال لها: (أرغويه)، ولحق به جماعة من عساكر خراسان وبايعوه، وبقي على أمره مدة يسيرة.

## مقتله

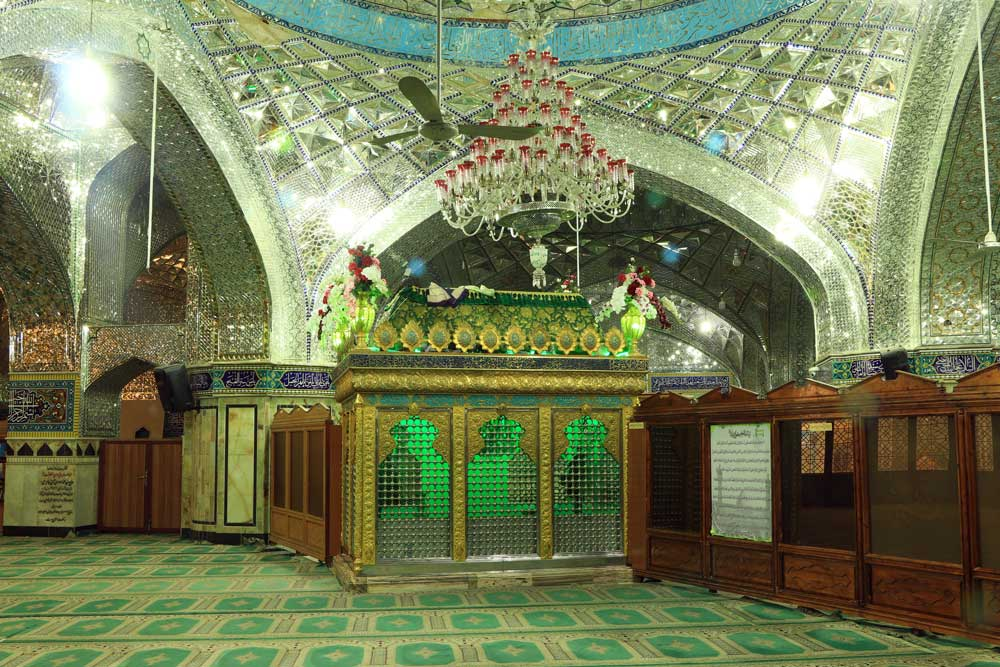
مرقد

في حوالي سنة 120 هـ، اتسع نفوذ دعاة بني العباس في خراسان ضد السلطة الأموية. وكان يحيى بن زيد قد خرج أيضاً على الأمويين. وكان والده زيد قد قُتل على يد الأمويين، فقصد خراسان واختفى في منزل حُريش بن عمرو في بَلْخ، وكان الخليفة الأموي آنذاك هو الوليد بن يزيد بن عبد الملك بن مروان.
في عام 125 هـ، بعث الوليد بن يزيد إلى عامله على خراسان نَصر بن سيّار أنّ الإمام يحيى بن زيد في منزل حريش في بَلخ. فأمر نصر بن سيّار عقيلَ بن مَعقِل العِجلَيّ والي بلخ أن يقبض على يحيى، فأتى عقيل العِجليّ بحريش وجَلَده ستّمائة جَلدة، ولكنه لم يَشِ بمكان يحيى.
إلاّ أن قريش بن حريش خَشِيَ على والده من الهلاك، فقام بتسليم يحيى وأصحابه إلى عقيل، فحبسه نصر بن سيّار في قلعة مرو. ثمّ إنه طلب من الوليد أن يعفو عنه، فوصل نصر بن سيار أمر الوليد بإطلاقه، فأكرمه بألفَي درهم، وبغلَين، واسترضاه (وعلى قول اليعقوبي: إن الإمام يحيى فرّ من السجن).
ترك الإمام يحيى بلخ، قاصداً سَرخس وبَيْهق، والتحَمَ في معركةٍ بسبعين نفراً من أصحابه مع عمرو بن زُرارةَ الوالي الأموي على نيسابور، الذي واجهه بجيش تعداده ألف مقاتل.
لم يشترك الخراسانيون في المعركة، وانهزم جيش عمرو، وقُتل عمرو نفسه في المعركة. وتوجّه الإمام يحيى بن زيد إلى هَرات وسرَخس وبارغيس. ولأنّ سلم بن أحوز المازني قائد جيش نصر بن سيّار كان في ذلك الوقت يتعقّبه، فإن يحيى وأصحابه قصدوا جَوْزَجان، وهناك التحم الطرفان في معركة في قرية أرغوي (تعرف اليوم بقراغوي) في جَوزَجان، وقُتل يحيى على يد جندي يقال له عيسى من عنزة بعد أن اصابه بسهم في جبهته في شهر شعبان عام 125 الهجري.
ومقامه اليوم مشهود مزور في مدينة سَرِبُل (رأس الجسر) الأفغانية.

## أولاده
الذي أجمع عليه أصحاب الأنساب من الطالبيين وغيرهم أنَّه وَلَدَ: أم الحسن، وهي حَسَنَة، وأمها مَحَبَّة بنت عمر بن علي بن الحسين، وقال غيرهم: له أحمد، والحسن، والحسين، درجوا وهم صغار، وأم الحسين درجت صغيرة، وأجمعوا على أن لا بقية ليحيى وأن ولده انقرضوا

## وصلات خارجية
- كتب علوم آل محمد صلى الله عليه وآله وسلم
- الزيدية ومرجعها الإمام الحجة المجدد للدين مجد الدين بن محمد بن منصور المؤيدي رضوان الله وسلامه عليهم
- مؤسسة الإمام زيد بن علي الثقافية
- مركز بحوث ودراسات المدينة المنورة